# Су Кофман
Су Кофман (енгл. Sue Kaufman, 7. август 1926 - 25. јун 1977) била је америчка ауторка најпознатија по роману Дневник бесне домаћице.

## Биографија
Кофман је рођена на Лонг Ајленду у Њујорку. Дипломирала је на колеџу Vassar 1947. године. Удала се, 1953. године, за лекара по имену Џеремаја Барондес, са којим је добила сина. У Васару је радила неколико уредничких послова. Њени радови су се појавили у часописима The Atlantic Monthly, The Paris Review и The Saturday Evening Post. Њен први роман изашао је 1959. године. Написала је, 1967. године, Дневник бесне домаћице, који је 1970. године адаптиран као филм. Умрла је на Менхетну 1977. године у 50. години након дуге болести. 
У њену част названа је награда "Су Кофман" за први роман која се додељује од 1980. године.